# Anton Leichtfried
Anton Leichtfried (Scheibbs, 1967 –) székesegyházi prépost és a Sankt Pölten-i egyházmegye segédpüspöke.

## Élete
Miután 1985-ben végzett a Stiftsgymnasium Seitenstettenben, Leichtfried belépett a St. Pölten-i szemináriumba. 1987 és 1992 között a Collegium Germanicum et Hungaricum szeminaristájaként tanult a római Gregoriana Pápai Egyetemen, ahol dogmatikai teológiából szerzett diplomát. 1991. október 10-én szentelték pappá a Sant'Ignazio-templomban.
1992 és 1993 között Oberomachlingben, majd Waidhofen an der Thayában volt káplán 1996-ig.
1996 és 2000 között Leichtfried Gisbert Greshakenél fejezte be doktori tanulmányait a Freiburgi Egyetemen, amelyet a Szentháromság-teológia mint történelemteológia témakörben végzett disszertációjával. 2000 óta spirituális igazgató az össz-osztrák Propaedeuticumban (a papjelöltek felkészítési éve) Hornban.
2005. március 4. óta a Szeminárium régense.
2006. november 21-én szentelte fel XVI. Benedek pápa. Rufiniana címzetes püspökévé és a Sankt Pölten-i egyházmegyében segédpüspökké nevezték ki. Klaus Küng püspök 2007. február 25-én szentelte püspökké; Társszentelő volt Christoph Schönborn bécsi érsek és Ludwig Schwarz linzi püspök. Mottója: Da cor docile!, németül "Kölcsönözz halló szívet!" (1 Kings 3,9 EU). Leichtfried feladatai az Osztrák Püspöki Konferencián a papi hivatások és az egyházi szolgálatok területére terjednek ki (teológia és a felszentelt hivatalok és szolgálatok rendje; a papi tanácsok ARGE; állandó diakónusok; diakónusok képzése; propedeutika; szemináriumok; laikus teológusok; egyházi szeminárium szakmák/BPAÖ); Liturgia (Osztrák Liturgikus Intézet; Ausztriai Liturgikus Bizottság; Osztrák Egyházzenei Bizottság; Liturgikus Könyvek Állandó Bizottsága); Az Osztrák Katolikus Bibliaművek és az intézeti levelező tanfolyam a teológiai oktatáshoz.
2021 januárja óta a Pius Parsch Liturgikus Tanulmányok és Szakramentális Teológiai Intézet egyházi protektora is.

## Fordítás
Ez a szócikk részben vagy egészben  az   Anton Leichtfried című német Wikipédia-szócikk fordításán alapul.  Az eredeti cikk szerkesztőit annak laptörténete sorolja fel. Ez a jelzés csupán a megfogalmazás eredetét és a szerzői jogokat jelzi, nem szolgál a cikkben szereplő információk forrásmegjelöléseként.